# Braganey
Braganey est une municipalité brésilienne située dans l'État du Paraná.

## Personnalités
- Natanael Moreira Milouski dit Natanael (2002-), footballeur, est né à Braganey.